# Олдеголтпаде
Олдеголтпаде (нід. Oldeholtpade) — село в нідерландській провінції Фрисландія. Входить до муніципалітету Вестстеллінгверф.
Його площа становить 9,89 км², а населення станом на 2021 рік складало 1 045 осіб.
Перша згадка про населений пункт датується 1204-им роком.

## Галерея

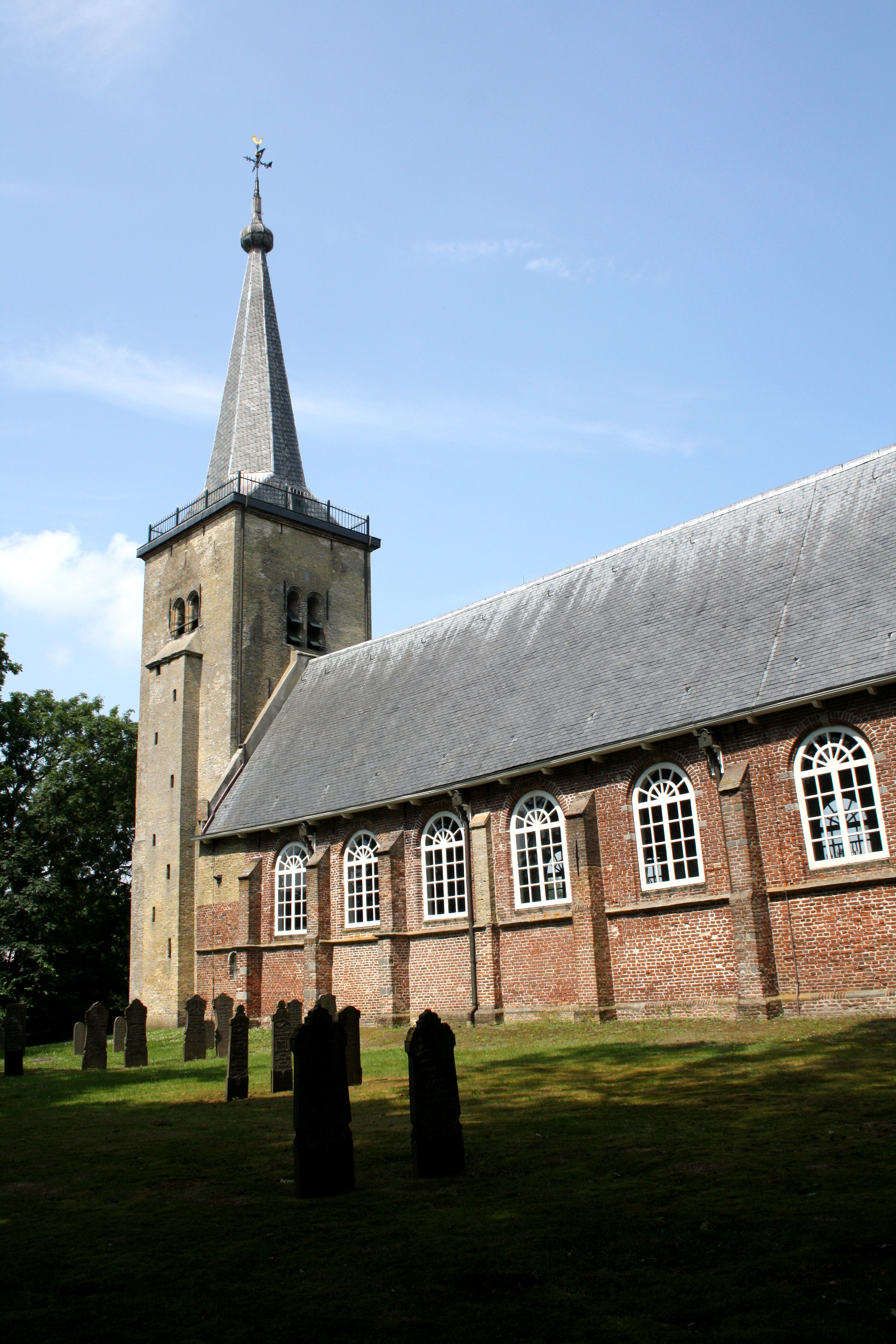
Церква св. Стефануса